# Айрленд, Грег
Грег Айрленд (англ. Greg Ireland; род. 5 октября 1965, Оринджвилл, Онтарио) — канадский хоккейный тренер.

## Биография
После окончания Йоркского университета начал свою тренерскую карьеру в хоккее. Успешно проявив себя с юниорскими командами, Айрленд попал в АХЛ. В начале он являлся помощником в клубе «Гранд-Рапидс Гриффинс», а затем специалист самостоятельно возглавлял его Еще три сезона он являлся наставником другого клуба АХЛ «Сан-Антонио Рэмпейдж» In November 2009, he was sacked by the AHL affiliate of the Phoenix Coyotes.
Канадец также долгое время работал со швейцарским «Лугано». Некоторое время возглавлял немецкие и итальянские команды.
Грег Айрленд руководил сборной Италии на Чемпионатах мира 2021 и 2022 годов. На них «Скуадра адзурра» набрала всего очко и на втором турнире вылетела из элитного дивизиона. Во время своего первого Чемпионата мира в Риге вместе с рядом итальянских хоккеистов сдал положительный тест на коронавирус.
В середине июля 2022 года стал главным тренером клуба КХЛ «Куньлунь Ред Стар», сменив на этом посту Айвана Занатту.